# (1913) Sekanina
(1913) Sekanina ist ein Asteroid des äußeren Hauptgürtels, der am 22. September 1928 vom deutschen Astronomen Karl Wilhelm Reinmuth an der Landessternwarte Heidelberg-Königstuhl bei einer Helligkeit von 14 mag entdeckt wurde.
Der Asteroid wurde nach dem in Tschechien geborenen US-amerikanischen Astronomen Zdenek Sekanina vom Harvard-Smithsonian Center for Astrophysics in Massachusetts benannt, in Anerkennung seiner zahlreichen Beiträge auf dem Gebiet der Kometenastronomie, insbesondere der Berechnung von Umlaufbahnen, der Entwicklung von Modellen für die Kerne aus Eis und einer detaillierten Untersuchung der Staubschweife.
(1913) Sekanina ist ein Mitglied der Koronis-Familie, einer Gruppe von Asteroiden, die durch Absplitterungen von (158) Koronis entstanden.

## Wissenschaftliche Auswertung
Eine Auswertung von Beobachtungen durch das Projekt NEOWISE im nahen Infrarot führte 2011 zu vorläufigen Werten für den Durchmesser und die Albedo im sichtbaren Bereich von 13,4 km bzw. 0,22.
Am 1. Juli 1981 gab es eine nahe Begegnung zwischen den Asteroiden (1913) Sekanina und (165) Loreley bis auf etwa 6,23 Mio. km (0,0416 AE) Abstand bei einer geringen Relativgeschwindigkeit von 3,5 km/s. Es wurde vorgeschlagen, zur genaueren Bestimmung der Masse der größeren (165) Loreley astrometrische Messungen dieses Ereignisses auszuwerten.
Vom 15. bis 18. Februar 2013 wurden am Palomar-Observatorium in Kalifornien im Rahmen des Projekts Ten Thousand Asteroid Rotation Periods (10kARPs) große Bereiche des Himmels durchmustert und die Lichtkurven von Asteroiden aufgenommen, darunter auch (1913) Sekanina, für den dabei eine Rotationsperiode von 13,97 h gefunden wurde. Eine Durchmusterung im Rahmen der Palomar Transient Factory (PTF) am Palomar-Observatorium ab 2009 bestätigte in einer Untersuchung von 2015 die Bestimmung der Rotationsperiode von (1913) Sekanina mit einem Wert von etwa 13,9854 h. Aus thermischen Infrarot-Daten wurde außerdem ein Durchmesser von 15,0 ± 0,9 km abgeleitet.
Eine Auswertung der Daten des Asteroid Terrestrial-impact Last Alert System (ATLAS) aus den Jahren 2015 bis 2018 ergab in einer Untersuchung von 2020 für (1913) Sekanina eine Rotationsperiode von 14,03 h. Für die taxonomische Einordnung wurde eine Wahrscheinlichkeit von 16 % für einen C-Typ und von 84 % für einen S-Typ gefunden. Eine weitere Untersuchung aus dem Jahr 2020 konnte aus denselben Daten für ein ellipsoidisches Gestaltmodell des Asteroiden eine retrograde Rotation sowie eine Periode von 14,0313 h bestimmen.
Neue photometrische Messungen fanden statt vom 7. Dezember 2021 bis 4. Januar 2022 am Deep Sky West Observatory in New Mexico. Die Auswertung ergab eine Rotationsperiode von 14,035 h.